# Antonio Baldini (Bischof)
Antonio Baldini (getauft 11. Juni 1770 in Rom; † 8. Mai 1830 in Civitavecchia) war ein italienischer Kurienbischof.

## Leben
Er empfing am 12. März 1796 das Sakrament der Priesterweihe. Im Oktober 1819 begegnet er als päpstlicher Ehrenkämmerer Pius’ VII. und Kanoniker an der Lateranbasilika. 1820 war er Beauftragter für die Klöster in Rom.
Am 21. Februar 1820 ernannte Papst Pius VII. ihn zum Titularerzbischof von Neocaesarea in Ponto. Die Bischofsweihe spendete ihm am 27. Februar 1820 der Kardinalbischof von Sabina, Lorenzo Litta; Mitkonsekratoren waren die Erzbischöfe Candido Maria Frattini und Michele Belli. Am 20. Mai 1822 wurde Antonio Baldini zum Konsultor der Indexkongregation bestellt.